# R.E.M.
R.E.M. foi uma banda de rock norte-americana formada em Athens, Geórgia, em 1980, pelo vocalista Michael Stipe, o guitarrista Peter Buck, o baixista Mike Mills e pelo baterista Bill Berry. Uma das primeiras bandas populares do rock alternativo, o R.E.M. ganhou atenção, em seus primórdios, devido aos arpejos de guitarra de Peter Buck e aos vocais de Stipe.
A banda lançou seu primeiro single, "Radio Free Europe", em 1981, pela gravadora independente Hib-Tone. Após este single, veio o EP Chronic Town, em 1982, o primeiro lançamento da banda pela I.R.S. Records; em 1983, o grupo lançou seu criticamente aclamado primeiro álbum de estúdio, Murmur, construindo sua reputação nos anos seguintes através de novos lançamentos, turnês constantes e apoio de rádios estudantis. Após anos de sucesso underground, o R.E.M. atingiu o mainstream com o single "The One I Love", de 1987, assinando com a Warner Bros. Records em 1988, dando sinais de preocupação política e ambiental, enquanto tocavam em grandes arenas ao redor do mundo.
No começo dos anos 1990, quando o rock alternativo começou a experimentar algum sucesso no mainstream, o R.E.M. foi visto como pioneiro no gênero, lançando os seus dois mais bem-sucedidos álbuns, Out of Time (1991) e Automatic for the People (1992), que desviaram do som tradicional da banda. Monster, de 1994, marcou um retorno ao som mais roqueiro da banda, que saiu em turnê pela primeira vez em seis anos para promove-lo, turnê que ficou marcada por emergências médicas sofridas pelos três membros do grupo. Em 1996, o R.E.M. assinou um novo contrato com a Warner Bros., especulado em 80 milhões de dólares — à época, o contrato de gravação mais caro da história. No ano seguinte, Bill Berry deixou a banda, enquanto Buck, Mills e Stipe continuaram o grupo como um trio. Após algumas mudanças em seu estilo musical, a banda continuou sua carreira na década seguinte com críticas mistas e sucesso comercial, sendo, em 2007, induzida ao Hall da Fama do Rock and Roll.
A música "Turn You Inside Out", do álbum Green, entrou para o grupo de músicas do famoso jogo de ação Grand Theft Auto IV, lançado em 2008 pela Rockstar Games.
Em 21 de setembro de 2011, foi anunciado o fim oficial da banda através de uma nota no site do grupo.

## História

### 1980: Formação
Em janeiro de 1980, Michael Stipe conheceu Peter Buck na Wuxtry Records, a loja de discos de Athens em que Buck trabalhava. Os dois descobriram que eles compartilhavam gostos musicais parecidos, principalmente em punk rock e artistas protopunks como Patti Smith, Television e Velvet Underground. Stipe afirmou: “Acontece que eu estava comprando todos os discos que ele [Buck] estava guardando para ele mesmo”. Através da amiga em comum, Kathleen O’Brien, Stipe e Buck então conheceram Mike Mills e Bill Berry, que eram colegas na Universidade da Geórgia,  tocavam juntos desde o colégio e moravam juntos na Geórgia. Os quatro se juntaram para compor algumas músicas; posteriormente, Stipe comentou que “nunca houve nenhum grande plano por trás de nada daquilo”. Ainda sem um nome, a banda passou alguns poucos meses ensaiando em uma igreja episcopal desativada em Athens.
No dia 5 de abril de 1980, a banda fez seu primeiro show para a festa de aniversário da amiga Kathleen O'Brien, realizada na mesma igreja em que ensaiavam, apresentando uma mistura de músicas originais e covers dos anos 60 e 70. A partir daí, começaram a tocar em bares, restaurantes e festas no sudeste dos Estados Unidos.
Após considerar nomes como Twisted Kites, Cans of Piss e Negro Eyes, a banda acabou optando por "R.E.M.", que deriva de: Rapid Eye Movement (Movimento Rápido dos Olhos, o estágio do sono no qual ocorrem os sonhos), o qual Stipe selecionou aleatoriamente em um dicionário.
Os membros da banda acabaram saindo da escola para focar no desenvolvimento do grupo. Jefferson Holt, um balconista de loja de discos, ficou tão impressionado com a performance do R.E.M. em sua cidade, que se mudou para Athens para empresariá-los. O sucesso do R.E.M. foi quase imediato em Athens e nos arredores; a banda atraiu multidões cada vez maiores para os seus shows, o que causou um certo ressentimento na cena musical da cidade. No próximo ano e meio, o R.E.M. excursionou por todo o sul dos Estados Unidos. A turnê foi árdua porque o circuito da bandas de rock alternativo ainda não existia. O grupo viajou em uma velha van azul dirigida por Holt e viveu com uma cota de 2 dólares de comida por dia.

### 1981-1986: Primeiros trabalhos
Durante o mês de abril de 1981, o R.E.M. gravou seu primeiro single, “Radio Free Europe”, no estúdio do produtor Mitch Easters, Drive-In Studios, em Winstom-Salem, Carolina do Norte. Inicialmente distribuindo-o como uma fita demo de quatro faixas em clubes, gravadoras e revistas, o single foi lançado em julho pelo selo independente Hib-Tone, com uma prensagem inicial de 1.000 cópias - 600 das quais foram enviadas como cópias promocionais. O single se esgotou rapidamente e outras 6.000 cópias foram produzidas por conta da alta demanda, mesmo com a gravadora cometendo o erro de omitir os contatos no rótulo do álbum. Apesar da prensagem limitada, o single foi aclamado pela crítica e foi listado como um dos dez melhores singles do ano pelo jornal The New York Times. O R.E.M. gravou o EP “Chronic Town” com Micth Easter em outubro de 1981 e planejava lançá-lo por um novo selo indie chamado Dasht Hopes. No entanto, a I.R.S. Records adquiriu uma demo da primeira sessão de gravação da banda com Easter que circulava há meses. A banda recusou as propostas da major RCA Records em favor da I.R.S. Em maio de 1982, o R.E.M. assina o contrato com o selo I.R.S., onde lançam, em agosto, o EP "Chronic Town", que teve uma ótima aceitação pelas rádios universitárias da época. Uma crítica positiva do EP feito pela revista NME elogiou a aura de mistério das canções e concluiu: “o R.E.M. soa verdadeiro, e é ótimo escutar algo tão espontâneo e astuto como isso.”
A I.R.S. juntou o R.E.M. com o produtor Stephen Hague para gravar seu álbum de estreia. A ênfase de Hague na perfeição técnica deixou a banda insatisfeita e o membros pediram ao selo para deixá-los com Easter. A gravadora concordou com uma “sessão de teste”, permitindo a banda retornar para a Carolina do Norte e gravar a música “Pilgrimage” com Easter e seu parceiro de produção Don Dixon. Após ouvir a faixa, a I.R.S. consentiu que o grupo gravasse o álbum com Dixon e Easter.  Por causa de sua experiência ruim com Hague, a banda gravou o álbum através de um processo de negação, recusando-se a incorporar clichês de rock como solos de guitarra ou os então populares sintetizadores, a fim de dar a sua música uma sensação atemporal. O álbum completo, Murmur, foi recebido com aclamação da crítica após o seu lançamento em 1983 e ganhou o status de álbum do ano segundo a revista Rolling Stone, batendo bandas já consagradas como U2, que tinha lançado o álbum War e também Michael Jackson com Thriller, o disco mais vendido da história. O álbum alcançou o número 36 da parada de álbuns da Billboard. A aceitação do R.E.M. foi tão grande, que pela primeira vez fizeram um show fora dos Estados Unidos. Uma versão regravada de “Radio Free Europe” foi o single principal e alcançou o número 78 da parada de singles da Billboard em 1983. Apesar da aclamação da crítica, Murmur vendeu apenas 200.000 cópias, abaixo das expectativas da gravadora.

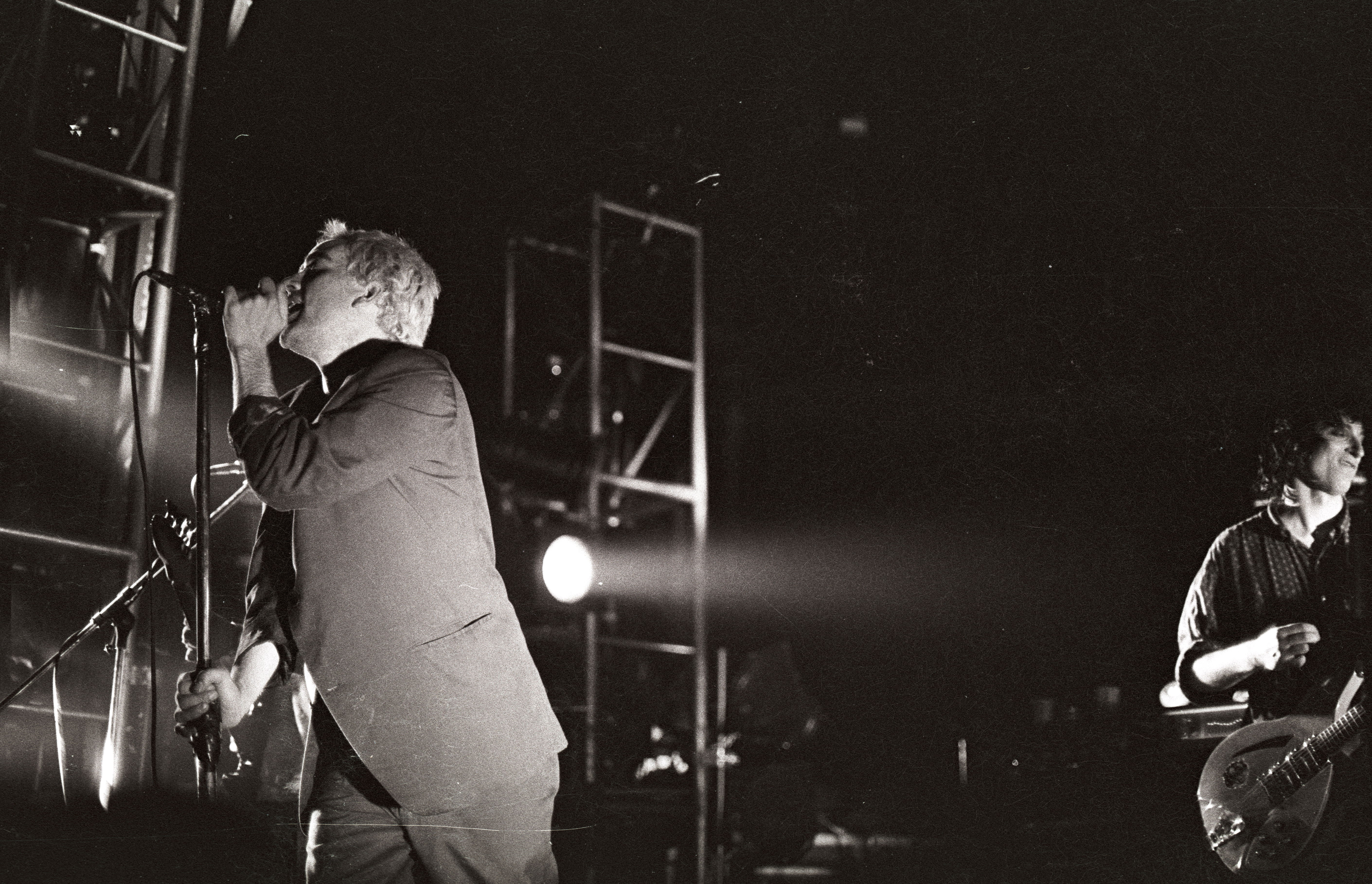
Michael Stipe (esquerda) e Peter Buck (direita) em um show em Gante, na Bélgica, durante uma turnê do R.E.M. em 1985.

O R.E.M. fez sua primeira aparição na televisão em rede nacional no programa Late Night with David Letterman em outubro de 1983, durante o qual o grupo apresentou uma música nova, ainda sem nome. A canção, posteriormente intitulada “So. Central Rain (I’m Sorry)” se tornou o primeiro single do segundo álbum da banda. Entusiasmados com o sucesso do primeiro álbum, em 1984 eles gravam o segundo, Reckoning, o qual também foi gravado com Easter e Dixon. O álbum foi aclamado pela crítica; Mat Snow da revista NME escreveu que Reckoning “confirma o R.E.M. como um dos grupos mais empolgantes do planeta”. Enquanto Reckoning atingia o 27º lugar nas paradas americanas - uma posição atipicamente alta para uma banda de college rock naquela época - a baixa exposição nas rádios e a distribuição ruim no exterior acabaram por fazer que o álbum nunca ultrapassasse o 91º lugar nas paradas britânicas.
O terceiro álbum da banda, Fables of the Reconstruction (1985), demonstrou uma mudança de direção. Ao invés de Dixon e Easter, dessa vez a banda escolheu o produtor Joe Boyd, que havia trabalhado com o Fairport Convention e Nick Drake, para gravar o álbum na Inglaterra. Os membros da banda acharam as sessões de gravação surpreendentemente difíceis e sofreram com o clima frio de inverno e com aquilo que eles consideraram uma comida ruim; a situação levou a banda à beira do rompimento. A tristeza em torno das sessões acabou entrando no contexto da temática do álbum. Nas letras, Stipe começou a criar histórias da maneira da mitologia sulista americana, afirmando em uma entrevista de 1985 que ele foi inspirado por “toda a ideia dos velhos homens sentados ao redor da fogueira, passando adiante as lendas e fábulas para os netos”.
Eles excursionaram no Canadá entre julho e agosto de 1985 e na Europa em outubro daquele ano, incluindo os Países Baixos, Inglaterra, Irlanda, Escócia, França, Suíça, Bélgica e Alemanha Ocidental. Em 2 de outubro de 1985, o grupo fez um concerto em Bochum, Alemanha Ocidental, para o programa de TV alemão Rockpalast. Stipe descoloriu seu cabelo neste período. Fables of the Reconstruction teve um desempenho fraco na Europa e a recepção da crítica foi morna, com alguns críticos se referindo ao álbum como enfadonho e mal gravado. Assim como os discos anteriores, os singles de Fable of the Reconstruction foram praticamente ignorados pelas grandes rádios. Enquanto isso,  a I.R.S. foi se frustrando com a relutância da banda em alcançar o sucesso no mainstream.
Para o seu quarto álbum, o R.E.M. recrutou o produtor de John Mellencamp, Don Gehman. Em 1986, a banda lança Lifes Rich Pageant, outro grande sucesso alternativo. O disco apresentou os vocais de Stipe mais próximos da vanguarda da música. Em uma entrevista em 1986 para o jornal Chicago Tribune, Peter Buck relatou: “Michael está ficando melhor no que faz e está ficando mais confiante. Eu acho que isso é perceptível na projeção da sua voz.”. As vendas do álbum melhoraram bastante em relação ao anterior e alcançou o número 21 das paradas de álbuns da Billboard. O single “Fall on Me” também ganhou algum apoio em rádios comerciais. A banda conseguiu seu primeiro disco de ouro por vender 500.000 cópias e o hit "Fall on Me" figurou no Top 10 dos Estados Unidos, fato inédito para o grupo. Enquanto as rádios universitárias americanas continuaram a ser o principal apoio do R.E.M., a banda começou a emplacar hits nas rádios de rock mainstream. Contudo, a música ainda encontrou resistência das rádios de música contemporânea. No ano seguinte, após o sucesso de Lifes Rich Pageant, a I.R.S. lança um álbum intitulado de Dead Letter Office, contendo Lados B e as faixas do "Chronic Town".  Logo após, a I.R.S. compilou o catálogo de videoclipes da banda (com exceção de “Wolves, Lower”) no primeiro lançamento em vídeo da banda, Succumbs.

### 1987-1990: Inovação
Don Gehman não pôde produzir o quinto álbum do R.E.M., sugerindo ao grupo trabalhar com Scott Litt, o qual seria o produtor dos próximos cinco álbuns da banda. Em 1987, a banda lança seu quinto álbum de trabalho, Document, com sons barulhentos e letras mais abertamente políticas de Stipe, principalmente “Welcome to the Occupation” e “Exhuming McCarthy”, que foram reações ao ambiente político conservador da década de 1980 nos Estados Unidos, sob a presidência de Ronald Reagan. Jon Pareles, do jornal The New York Times escreveu em sua análise do álbum: “Document é tanto confiante como desafiador; se o R.E.M. está prestes a passar do status de banda culta para popular, o álbum decreta que a banda chegará lá em seus próprios termos”. Document foi o álbum revolucionário do R.E.M. e o primeiro single, a música "The One I Love" leva o R.E.M. ao estrelato, figura entre os Top 20 nos Estados Unidos, Reino Unido e Canadá e o álbum leva disco de platina. Em janeiro de 1988, Document se tornou o primeiro álbum da banda a vender um milhão de cópias. À luz da inovação da banda, a capa de dezembro de 1987 da revista Rolling Stone elegeu o R.E.M. a “Melhor Banda de Rock & Roll dos Estados Unidos”.
Frustrados com a distribuição insatisfatória do disco no exterior, a banda desligou-se da I.R.S. quando o contrato expirou e assinou com a gigante Warner Bros. Records. Apesar de outros selos terem oferecido mais dinheiro, o R.E.M. acabou selando o contrato com a Warner - supostamente por uma quantia entre 6 e 12 milhões de dólares - devido à garantia da empresa de total liberdade criativa. Logo após a partida do grupo, a I.R.S. lançou uma compilação intitulada Eponymous em 1988 para capitalizar em ativos que a empresa ainda possuía. O álbum de estreia da banda na Warner Bros., Green, foi gravado em Nashville, Tennessee, e mostrou o grupo experimentando com seu som. As faixas do disco variavam da otimista “Stand”, primeiro single do álbum, ao material mais político, como “Orange Crush” e “World Leader Pretender”, as quais abordavam a Guerra do Vietnã e a Guerra Fria, respectivamente. Green chegou a vender quatro milhões de cópias no mundo todo. A banda divulgou o álbum com a maior e mais visualmente projetada turnê até então, incluindo retroprojeções e filmes de arte reproduzidos no palco. A Green World Tour durou onze meses.
Depois da correria com a turnê, os integrantes, exaustos, decidiram fazer uma pausa no ano seguinte, a primeira pausa prolongada na carreira da banda. Em 1990, a Warner Bros. lançou a compilação de videoclipes Pop Screen, com vídeos derivados dos álbuns Document e Green, seguido, alguns meses depois, do álbum de vídeos Tourfilm, contendo performances ao vivo gravadas durante a turnê mundial de Green.

### 1990-1993: Anos sem turnê e sucesso internacional
Após três anos sem lançar nada e, principalmente, sem a pressão da gravadora, o quarteto volta a se reunir em meados de 1990 para gravar seu sétimo álbum, Out of Time. Se afastando de Green, os membros da banda frequentemente escreviam a música com instrumentos não tradicionais de rock, como o bandolim, órgão e violão, ao invés de adicioná-los como overdubs posteriormente no processo criativo.. Os hits "Losing My Religion" e "Shiny Happy People", deram a banda três Grammy Awards e seis MTV Video Music Awards. Créditos para a participação de Kate Pierson, uma das vocalistas do B-52's, nas músicas "Me In Honey" e "Shiny Happy People". Lançado em março de 1991, Out of Time foi o primeiro álbum da banda a alcançar o topo das paradas tanto nos Estados Unidos como no Reino Unido. O disco acabaria vendendo 4,2 milhões de cópias somente nos Estados Unidos e aproximadamente 12 milhões de cópias no mundo todo até 1996. O principal single do álbum, “Losing My Religion”, se tornou um hit mundial que tocou muito nas rádios, assim como o seu videoclipe na MTV e na VH1. “Losing My Religion” foi o single mais bem sucedido do R.E.M. nos Estados Unidos, alcançando o quarto lugar da Billboard. “Houve pouquíssimos eventos de mudança de vida em nossa carreira, porque nossa carreira fora bem gradual”, Mills disse anos depois. “Se você quiser falar sobre mudança de vida, eu acho que “Losing My Religion” é o mais próximo que se pode chegar”. O segundo single do álbum, “Shiny Happy People”, também foi um grande hit, alcançando a 10ª posição nas paradas americanas e 6ª nas do Reino Unido. Out of Time trouxe sete indicações para o R.E.M. no Grammy Awards de 1992, o maior número de indicações entre todos os artistas daquele ano. A banda ganhou em três categorias: Melhor Álbum de Música Alternativa, Melhor Curta de Videoclipe (“Losing My Religion”) e Melhor Performance Pop por um Duo ou Grupo com Vocal (“Losing My Religion”). O R.E.M. não fez uma turnê de divulgação para Out of Time; ao invés disso, a convite da MTV a banda gravou um Acústico, com várias músicas de sucesso e outras desconhecidas até então. A gravação de “Losing My Religion” para o MTV Unplugged foi feita com os membros da Orquestra Sinfônica de Atlanta em Madison, Geórgia, no Madison-Morgan Cultural Center.
Após alguns meses de folga, o R.E.M. retornou ao estúdio em 1991 para gravar seu próximo álbum. Em 1992 a crítica duvidava que a banda iria conseguir manter a qualidade das músicas nos álbuns seguintes até que o oitavo álbum, Automatic for the People, foi lançado. Embora o grupo tivesse a intenção de fazer um álbum mais pesado depois das texturas mais suaves de Out of Time, o sombrio Automatic for the People “[parecia] se mover para um rastejamento mais agonizante”, de acordo com a revista Melody Maker. O álbum tratou de temas como perda e luto inspirado por “essa sensação de…fazer trinta anos”, de acordo com Buck. Algumas músicas incluíam arranjos de cordas feito pelo ex-baixista do Led Zeppelin, John Paul Jones. O disco possui hits consagrados como "Man on the Moon" (dedicado ao humorista Andy Kaufman), "Everybody Hurts", "Drive", "Find the River", entre outros. Considerado por um bom número de críticos (assim como por Buck e Mills) como o melhor álbum da banda, Automatic for the People alcançou a 1ª e 2ª posições nas paradas britânicas e americanas, respectivamente O álbum vendeu aproximadamente 15 milhões de cópia no mundo todo. Assim como Out of Time, não houve turnê para divulgação do álbum. A decisão de não fazer uma turnê junto com a aparência física de Stipe na época, gerou rumores de que o cantor estava morrendo ou que era portador de HIV, o que foi veementemente negado pela banda.

### 1994-1996: Os álbunsMonstereNew Adventures in Hi-Fi
Após a banda lançar dois álbuns mais lentos consecutivos, o nono álbum surge em 1994, cheio de sons pesados e guitarras distorcidas. Monster é dedicado ao ator e amigo River Phoenix, que morrera naquele ano e uma faixa, "Let Me In", ao músico, cantor e amigo Kurt Cobain, que também se fora. Em contraste com o som de seus predecessores, a música de Monster consistia em tons de guitarra distorcida, poucos overdubs e toques de glam rock do anos 70. Assim como Out of Time, Monster alcançou o topo das paradas tanto nos Estados Unidos como no Reino Unido. O disco vendeu por volta de 9 milhões de cópia no mundo todo. Os singles “What’s the Frequency, Kenneth?” e “Bang and Blame” foram os últimos hits da banda a figurarem no Top 40 americano, apesar de todos os singles de Monster alcançarem o Top 30 nas paradas britânicas. A Warner Bros. compilou os videoclipes do álbum, assim como os de Automatic for the People, para lançá-los na coletânea Parallel em 1995.
A banda inicia a maior turnê feita até hoje por eles, a Monster World Tour, a primeira após seis anos. A turnê foi um grande sucesso comercial, mas o período foi de dificuldade para o grupo. Michael Stipe teve de ser operado para a retirada de uma hérnia, Mike Mills entrou no centro cirúrgico para remover uma aderência intestinal, e o mais grave, durante um show, Bill Berry desmaiou sobre a bateria devido a um aneurisma cerebral e teve de ser operado às pressas.
Apesar de todos os problemas, o grupo gravou boa parte do novo álbum enquanto estavam na estrada. A banda levou um gravador de oito faixas para capturar seus shows e usaram as gravações como elementos base para o álbum. A três últimas apresentações da turnê foram filmadas na Omni Coliseum, em Atlanta, e foram lançadas em VHS em Road Movie.
Em 1996, o R.E.M. renova com a Warner Bros. por um valor estimado de US$ 80 milhões, tratado pela mídia como um dos maiores contratos da indústria fonográfica até aquele momento. Lançam seu décimo álbum, que pela primeira vez não foi gravado inteiramente em estúdio. New Adventures in Hi-Fi contém, em sua maior parte, músicas inéditas gravadas em passagens de sons da turnê anterior. Destaque para "Leave", "E-Bow the Letter" e "The Wake-Up Bomb". New Adventures in Hi-Fi, estreou no 2º lugar nas paradas americanas e em 1º nas paradas britânicas. Os cinco milhões de álbuns vendidos foram uma inversão das fortunas comerciais obtidas pelo grupo nos cinco anos anteriores. O escritor da revista Time, Christopher John Farley, argumentou que as vendas menores do álbum eram reflexo do declínio do poder comercial do rock alternativo como um todo. Naquele mesmo ano, o R.E.M. rompeu com seu empresário Jefferson Holt, supostamente devido a acusações de assédio sexual feitas por um membro do escritório da banda em Athens. O advogado do grupo, Bertis Downs, assumiu as funções em seu lugar.

### 1997-2000: A saída de Bill Berry e o álbumUp
Em abril de 1997, a banda se reuniu na casa de férias de Buck em Kauai para gravar demos do material destinado ao próximo álbum. A banda buscou reinventar seu som e pretendiam incorporar loops de bateria e experimentos com percussão. Quando as sessões de gravação estavam prestes a começar em outubro, Berry decidiu, após meses de reflexão e discussão com Downs e Mills, contar para o resto da banda que ele estava saindo. Berry disse aos seus companheiros que ele não sairia caso isso resultasse no fim da banda, então Stipe, Buck e Mills concordaram em prosseguir como um trio, com sua benção. No primeiro dia de gravação do álbum seguinte, em 30 de outubro de 1997, Bill Berry, junto com a banda, dá uma entrevista dizendo que amigavelmente deixava o grupo. Ele declarou que queria apenas viver com sua família numa fazenda, para descansar, pois tocava bateria desde os 9 anos de idade e queria fazer outra coisa além daquilo, que perdera o encanto. Berry disse à imprensa: “Eu apenas não estou tão empolgado como antes em continuar fazendo isso…Eu tenho o melhor trabalho do mundo. Mas estou meio que pronto para sentar e refletir e talvez não ser mais um pop star”. Os outros três integrantes resolvem continuar com a banda, sem substituir Berry. Stipe confirmou que a banda seria diferente sem um de seus grandes contribuidores: “Para mim, Mike e Peter, como o R.E.M, continuaremos sendo o R.E.M.? Eu acho que um cachorro de três patas continua sendo um cachorro. É tudo questão de aprendermos a funcionar de forma diferente”.
A banda cancelou as sessões de gravação que estavam programadas por causa da saída de Berry. “Sem Bill foi diferente, confuso”, Mills disse depois. “Nós não podíamos ensaiar sem um baterista”." Os membros remanescentes do R.E.M. retomaram a gravação do álbum em fevereiro de 1998, na Toast Studios, em São Francisco. A banda terminou sua parceria de uma década com Scott Litt e contratou Pat McCarthy para produzir o disco. Nigel Godrich foi contratado como assistente de produção e escalaram o baterista do Screaming Trees, Barrett Martin, e o baterista de turnê de Beck, Joey Waronker. O processo de gravação foi atribulado e o grupo chegou próximo de romper. Bertis Downs convocou uma reunião de emergência onde os membros da banda resolveram seus problemas e concordaram em prosseguir.
O décimo primeiro álbum, Up, é lançado em 1998. Liderado pelo single “Daysleeper”, Up estreou entre os Top 10 dos Estados Unidos e Reino Unido. Contudo, o álbum foi um relativo fracasso, tendo vendido 900.000 cópias nos Estados Unidos até meados de 1999 e vendendo, aproximadamente, pouco mais de 2 milhões de cópias no mundo todo. Enquanto as vendas do R.E.M. nos Estados Unidos diminuía, a base comercial do grupo estava se voltando para o Reino Unido, onde mais discos do R.E.M. foram vendidos per capita do que qualquer outro país e onde os singles da banda entraram regularmente nos Top 20.
Um ano após o lançamento de Up, o R.E.M. compôs a trilha sonora instrumental para o filme biográfico do comediante Andy Kaufman, Man on the Moon, algo inédito para a banda. O título do filme foi tirado da música de mesmo nome do álbum Automatic for the People. A música “The Great Beyond” foi lançada como single do álbum da trilha sonora de Man on the Moon. O single alcançou apenas a 57ª posição da parada pop americana, mas foi o mais bem colocado single da história da banda no Reino Unido, atingindo o 3º lugar em 2000.
Ainda em 1999, Bill Berry andou retomando as baquetas para um concerto beneficente que reuniu diversos artistas em favor de uma fundação que cuida de doentes da Síndrome de Pierrete, mas nada que o reconduzisse ao R.E.M. novamente. Stipe meteu-se na produção de um filme sobre o glam rock, chamado Velvet Goldmine, que contaria a história das principais figuras do gênero: David Bowie, Iggy Pop, Lou Reed, Marc Bolan. O R.E.M. apareceu no último Saturday Night Live de 1999 como banda convidada, rendendo a Stipe uma participação como fada madrinha do personagem Mango (de Chris Kattan).

### 2000-2007: Os álbunsRevealeAround the Sun
O R.E.M. gravou a maior parte de seu 12º álbum, Reveal, no Canadá e na Irlanda, de maio à outubro de 2000. Reveal compartilhava o “ritmo lúgubre” de Up e contou com a bateria de Joey Waronker, assim como contribuições de Scott McCaughey (um dos co-fundadores da banda The Minus 5, junto com Buck) e de Ken Stringfellow (fundador da banda The Posies). Em 2001, o R.E.M. lança Reveal. O álbum possui belos arranjos de teclados eletrônicos com letras inspiradíssimas, reforçando o talento de Stipe, considerado um dos melhores letristas de sua geração. O primeiro compacto e grande hit do álbum é "Imitation of Life", onde o R.E.M. faz uma volta ao passado e recorda um pouco a onda pop vivida em 1991 com "Shiny Happy People". Outros destaques ficam por conta de "The Lifting", "All the Way to Reno (You're Gonna Be a Star)", "She Just Wants To Be" e "I'll Take the Rain".  As vendas globais do álbum superaram 4 milhões de cópias, mas nos Estados Unidos vendeu aproximadamente o mesmo número de cópias de Up. O álbum foi liderado pelo single “Imitation of Life”, o qual alcançou a 6ª posição nas paradas britânicas. Escrevendo para a Rock’s Backpages, The Rev. Al Friston descreveu o álbum como “carregado com beleza dourada a cada torção e volta”, em comparação com o “trabalho pouco convincente da banda em New Adventures in Hi-Fi e Up”. Igualmente, Rob Sheffield da revista Rolling Stone, considerou Reveal “uma renovação espiritual enraizada em uma renovação musical” e elogiou sua “incessante e surpreendente beleza”.
No mesmo ano, a banda faz seu primeiro show no Brasil, na terceira edição do Rock in Rio. O grupo foi um dos destaques e Michael Stipe foi eleito a personalidade mais popular e simpática do festival. Logo após o lançamento de Reveal, a MTV americana convidou a banda para gravar um novo acústico. O agora trio, mais experiente do que antes, faz uma excelente apresentação. Michael Stipe mais uma vez deu um show nos vocais, onde mostrou ter muita facilidade para fazer o que deseja com sua voz e para modificar as músicas do jeito que mais lhe agrada. Até agora a banda não se pronunciou se irá lançar em cd o acústico.
Em 2003, a Warner Bros. lançou a coletânea In Time: The Best of R.E.M. 1988-2003 e o DVD In View: The Best of R.E.M. 1988-2003, que continham duas músicas novas: “Bad Day” e “Animal”. Em uma apresentação em 2003, na cidade de Raleigh, Carolina do Norte, Berry fez uma participação surpresa, fazendo os backing vocals de “Radio Free Europe”. Logo após, ele foi para a bateria para uma apresentação de “Permanent Vacation”, sendo essa sua primeira performance com a banda desde a aposentadoria.
Em 2004 foi lançado o álbum intitulado Around the Sun. Com letras politizadas, refletindo a tensão que os Estados Unidos viviam por conta das eleições presidenciais, e sonoridade mais acústica (a despeito de alguns elementos eletrônicos). Durante a produção do álbum em 2002, Stipe afirmou: “[O álbum] soa como se estivesse decolando do último par de discos para um território inexplorado. Primitivo e barulhento”. Após o lançamento do álbum, Mills disse: “Eu acho, honestamente, que acabou ficando um pouco mais lento do que nós pretendemos, apenas em termos da velocidade geral das músicas”. Around the Sun recebeu uma crítica moderada e alcançou o 13º lugar na Billboard. O primeiro single do álbum, “Leaving New York”, ficou em 5º nas paradas britânicas. Para o álbum e a turnê subsequente, a banda contratou um novo baterista de turnê em tempo integral, Bill Rieflin, que anteriormente havia sido membro de vários outras bandas como Ministry e Pigface. O vídeo-álbum Perfect Square foi lançado naquele mesmo ano.
A EMI lançou em 2006 uma compilação cobrindo a obra do R.E.M. durante sua permanência na I.R.S., chamado And I Feel Fine… The Best of the I.R.S. Years 1982-1987, junto com o vídeo-álbum When the Light Is Mine: The Best of the I.R.S. Years 1982-1987 - anteriormente o selo havia lançado as coletâneas The Best of R.E.M. (1991), R.E.M.: Singles Collected (1994) e R.E.M.: In the Attic - Alternative Recordings 1985-1989 (1997). Naquele mesmo mês, todos os quatro membros originais da banda se apresentaram durante a cerimônia de sua entrada no Georgia Music Hall of Fame. Enquanto ensaiavam para a cerimônia, a banda gravou uma cover da música “#9 Dream”, de John Lennon, para Instant Karma: The Amnesty International Campaign to Save Darfur, um álbum tributo em benefício à Anistia Internacional. A música - lançada como um single para o álbum e para a campanha - continha a primeira gravação de Bill Berry em estúdio com a banda desde sua saída quase dez anos antes.
Em outubro de 2006, o R.E.M. foi indicado para entrar no Halll da Fama do Rock and Roll, logo em seu primeiro ano de elegibilidade. A banda foi uma das cinco indicadas que foram aceitas no Hall naquele ano e a cerimônia de inclusão foi realizada em março de 2007, no Waldorf-Astoria Hotel, em Nova Iorque. O grupo - que foi incluído pelo vocalista do Pearl Jam, Eddie Vedder, apresentou três músicas com Bill Berry: “Gardening at Night”, “Man on the Moon” e “Begin the Begin”, assim como uma cover de “I Wanna Be Your Dog”.

### 2007-2011: Os álbunsAccelerateeCollapse into Now

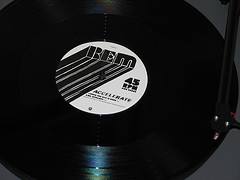
Disco de vinil de Accelerate.

O trabalho no décimo quarto álbum da banda começou no início de 2007. A banda gravou com o produtor Jacknife Lee em Vancouver e Dublin, onde tocaram por cinco noites no Olympia Theatre, entre 30 de junho e 5 de julho, como parte de um “ensaio de trabalho”. R.E.M. Live, o primeiro álbum ao vivo da banda (contendo músicas de um show em Dublin, em 2005), foi lançado em outubro de 2007. Em 2008, a banda lança o álbum Accelerate. Além de resgatar elementos clássicos da banda, traz elementos de um rock mais "pesado", com presença marcante da guitarra e bateria, além do ótimo acompanhamento no contra-baixo. O álbum estreou no 2º lugar da Billboard. e se tornou o oitavo álbum da banda a alcançar o topo da parada britânica. O crítico David Fricke da revista Rolling Stone considerou o álbum como um avanço em relação aos álbuns anteriores da banda pós Bill Berry, considerando-o “um dos melhores discos que o R.E.M. já fez”. Em especial, as músicas "Supernatural Superserious" e "Accelerate" marcam presença, entrando em algumas paradas musicais ao redor do globo.
Em 2010, o R.E.M. lançou o vídeo R.E.M. Live from Austin, TX - um concerto gravado para  o programa Austin City Limits em 2008. A banda anuncia o nome do seu décimo-quinto álbum de estúdio: Collapse Into Now. A banda gravou o álbum com Jacknife Lee em locais como Berlim, Nashville e Nova Orleans. Para o álbum, a banda buscou um som mais expansivo do que a abordagem intencionalmente curta e rápida implementada em Accelerate. Finalizado em 2010 na Alemanha, é lançado na primavera de 2011 (Hemisfério Norte). Berti Downs, o empresário da banda, declara que considera Collapse Into Now o "melhor álbum da banda desde sempre". Em dezembro de 2010, a banda libera "Discoverer", o primeiro single do álbum para download gratuito na internet. O álbum estreou no quinto lugar da Billboard 200, tornando-se o décimo álbum do grupo a alcançar os dez melhores da parada. Com este lançamento, a banda esgotou todas as obrigações contratuais com a Warner Bros. e o grupo começou a gravar material sem contrato alguns meses depois, com a intenção de lançá-lo de forma independente.

### 2011: Fim da banda
Em 21 de setembro de 2011, em um pequeno texto postado no site da banda, aparecem Michael Stipe, Mike Mills e Peter Buck em uma foto preto e branco, junto à seguinte mensagem:

"Aos nossos fãs e amigos: como R.E.M., e como grandes amigos e colaboradores, decidimos nos separar como banda. Nós nos despedimos com um grande sentimento de gratidão, completude e orgulho de tudo que conquistamos. A qualquer pessoa que se sentiu tocada pela nossa música, nossos maiores agradecimentos por ouvir"
Stipe disse que ele esperava que os fãs soubessem que “não foi uma decisão fácil”. “Todas as coisas acabam e nós queríamos fazer do jeito certo, do nosso jeito”. O colaborador de longa data e Ex-Vice Presidente Sênior de Tecnologia Emergente da Warner Bros., Ethan Kaplan, especulou que as mudanças na gravadora influenciaram a decisão do grupo de se separar. O grupo discutiu o rompimento por vário anos, mas foram encorajados a continuarem após a crítica e performance comercial morna de Around the Sun; de acordo com Mills: “Nós precisávamos provar, não só para nossos fãs e críticos, mas para nós mesmos, que nós poderíamos continuar a fazer grandes discos”. Os membros da banda acabaram sua colaboração montando a coletânea Part Lies, Part Heart, Part Truth, Part Garbage 1982-2011, a qual foi lançada em novembro de 2011. Essa coletânea é a primeira a reunir músicas do R.E.M. da era da I.R.S. e da Warner Bros. e também incluía três novas músicas da sessão de gravação final do grupo, feitas após as sessões de Collapse into Now. Em novembro, Mills e Stipe fizeram um breve período de aparições promocionais na mídia britânica, sempre descartando a possibilidade do grupo se reunir novamente.
Em 2014, Unplugged: The Complete 1991 and 2001 Sessions foi lançado para o Record Store Day. Coleções de download digital de raridades da I.R.S. e da Warner Bros. se seguiram. Mais tarde naquele ano, a banda compilou a box de vídeos REMTV, o qual reuniu suas duas apresentações acústicas junto com vários outros documentários e shows ao vivo, enquanto a gravadora lançava o box 7IN--83-88, contendo singles em vinis de 7”. Em dezembro de 2015, os membros da banda autorizaram um acordo de distribuição com a Concord Bicycle Music para relançar seus álbuns do período da Warner Bros. Continuando a manter seus legados de direitos autorais e propriedade intelectual, em março de 2016 a banda assinou um novo contrato de administração de publicação de música com a Universal Music Publishing Group e, um ano depois, deixaram a Broadcast Music Inc., que representaram seus direitos de apresentações durante toda a sua carreira, e se juntaram ao SESAC.

## Integrantes

### Integrantes originais
- Peter Buck — guitarra, bandolim, baixo, teclado (1980—2011, 2024)
- Mike Mills — baixo, teclado, guitarra, backing vocals, vocal (1980—2011, 2024)
- Michael Stipe — vocal (1980—2011, 2024)
- Bill Berry – bateria, percussão, baixo, teclado, backing vocals (1980—1997, 2024)

### Músicos de apoio
- Buren Fowler – guitarra (1986–1987)
- Peter Holsapple – guitarra, teclado (1989–1991)
- Scott McCaughey – guitarra, teclado, percussão, backing vocals (1994–2011)
- Nathan December – guitarra (1994–1995)
- Joey Waronker – bateria (1998–2002)
- Barrett Martin – percussão (1998)
- Ken Stringfellow – teclado, guitarra, baixo, backing vocals (1998–2005)
- Bill Rieflin – bateria, percussão (2003–2011)

## Discografia
Álbuns de estúdio
- Murmur (1983)
- Reckoning (1984)
- Fables of the Reconstruction (1985)
- Lifes Rich Pageant (1986)
- Document (1987)
- Green (1988)
- Out of Time (1991)
- Automatic for the People (1992)
- Monster (1994)
- New Adventures in Hi-Fi (1996)
- Up (1998)
- Reveal (2001)
- Around the Sun (2004)
- Accelerate (2008)
- Collapse into Now (2011)